# 木山正親
木山 正親（きやま まさちか、生年不詳 - 天正17年（1589年））は、戦国時代の武将。肥後国の国人。通称は弾正。妻はお京の方。子に横手五郎がいる。

## 生涯

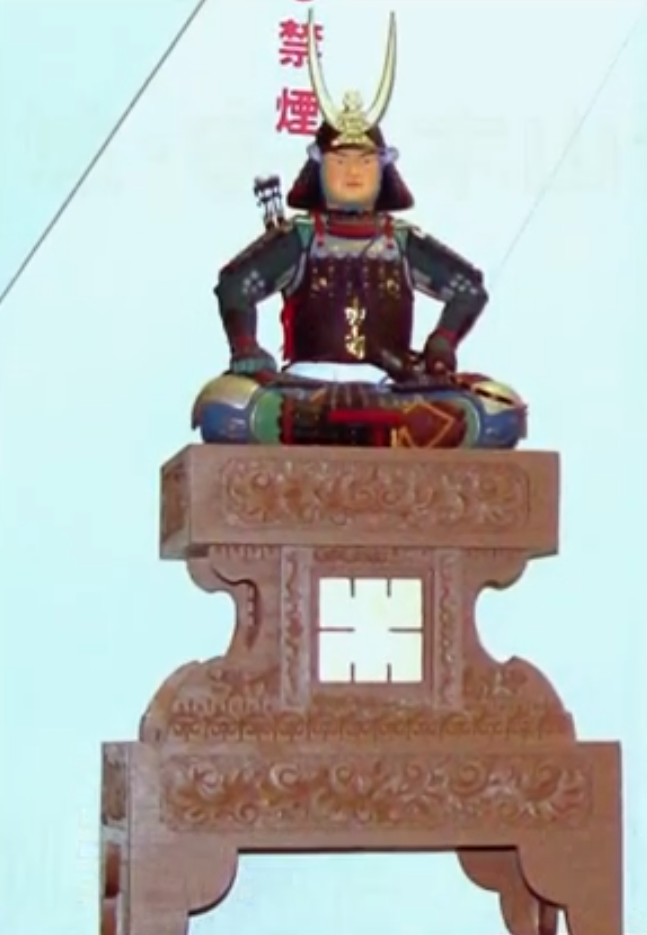
木山弾正木像

阿蘇氏の客将として生まれる。生誕した場所は分かっていない。どもり癖（吃音症）であったため、「どもり弾正」とも呼ばれた。龍造寺氏の影響下にあった阿蘇氏の客将で、近隣に知れ渡る程の剛勇の士であったと伝えられる。龍造寺隆信の跡を継いだ龍造寺政家との関係が悪化したために、縁戚である天草種元に客将として迎えられた。

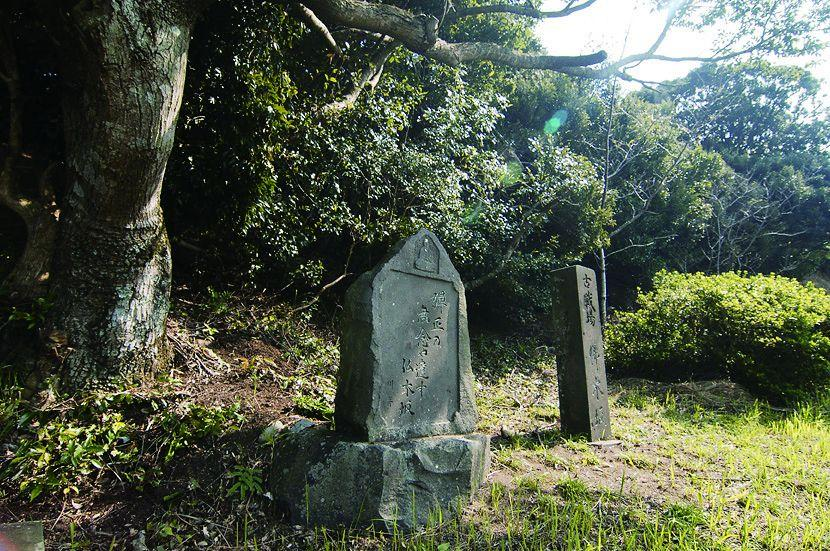
仏木坂の戦い古戦場

天正17年（1589年）、豊臣秀吉によって九州が平定された後、小西氏の与力とされていた天草衆が、小西行長の築城普請を拒否するという事態が発生し、加藤清正・小西行長らの討伐軍が攻め寄せると、正親は志岐麟泉と共にこれを迎え撃った。ところが、麟泉は討伐軍の兵力の多さの前に戦意を喪失し、戦わずして撤退すると、正親は一戦も交えずして退却はできぬと、兵500を率いて清正の軍に早朝、奇襲をかけた。正親は単騎で敵将・清正を求めて、敵中深く突入し、清正を見つけると一騎討ちを挑んだ。
なお、一騎討ちの経緯はいくつか説がある。正親は清正を組み敷き首級を挙げんというところまで追い詰めたものの、主君危うしと駆けつけた正親の家来に「下か上か」と訪ねられ、どもり癖のあった正親より先に清正が「下だ！」と叫んだために、誤って家臣の槍にかかり死亡したという説と、清正が「太刀で戦おう」と槍を捨て正親に呼びかけ、決闘に応じた正親が弓を置くと、清正はすかさず槍を拾い、正親を討ち取ったという説がある。
その後、正親の子である横手五郎は清正の暗殺を計画したが、清正の配下に正親の子と見破られ、そのまま殺された。その母親であり正親の妻であるお京の方は敵討のため、正親の甲冑を着て男装して清正に挑んだが、虚しくも男装を見破られ殺された。

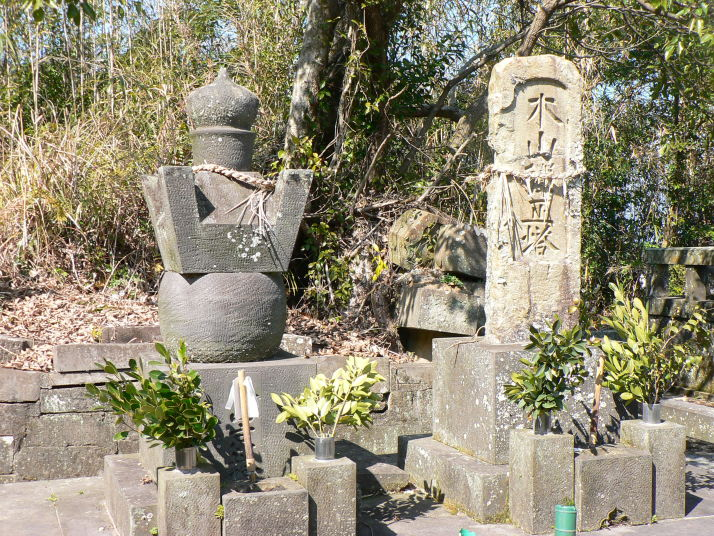
木山弾正の墓